# ジョン・アーサー・フレーザー
ジョン・アーサー・フレイザー（John Arthur Fraser RCA、1838年1月9日 – 1898年1月1日）はイギリス生まれの、カナダの画家である。主に風景画を描いた。オンタリオ美術家協会(Ontario Society of Artists)や王立カナダ美術アカデミー(Royal Canadian Academy of Arts)の創立メンバーであった。

## 略歴
ロンドンに生まれた。両親は仕立て屋であったが、祖父の夫婦は1831年からカナダ、ケベック州に入植していた。フレイザーは記録は残っていないが1852年頃ロンドンの美術学校の夜間コースで学んだと自称していた。1858年にイギリスで結婚した後すぐに、家族と両親とともに、祖母が亡くなっていたカナダの祖父のもとに移った。
カナダでは1860年からモントリオールの有名な写真家のウィリアム・ノトマン(William Notman)の工房で働き、写真への手彩色や修正の仕事をした
。ノトマンは例えばスタジオに観光客のために冬の情景などのセットを作るなどをして人気になった写真家であった。1864年にノトマンの会社の美術監督になった。この頃から余暇に、近郊の風景を描くようになった。
1867年にモントリオールの美術家協会である、カナダ美術家協会(Société des artistes canadiens)の創立メンバーになった。1868年にトロントにノトマンと共同の会社"Notman and Fraser"を設立し、トロントに移った。この会社は1878年のフィラデルフィア万国博覧会の公式写真スタジオとして多くの従業員を雇って活動するなどした。
1872年に Robert Ford Gagen、James Hoch、Marmaduke Matthews、Charles Stuart Millard、Thomas Mower Martinとともにオンタリオ美術家協会(Ontario Society of Artists)を設立した。トロント市長のハウランド(William Holmes Howland: 1844–1893)を名誉会長にして、フレイザーは副会長を務めていたが、職員の金銭的不祥事で1873年に退会し、後任はルーシャス・リチャード・オブライエンが務めた。
1877年にニューブランズウィックを旅し、風景を描くようになり、この頃から水彩画を描くようになった。1877年にオンタリオ美術家協会に復帰した。1888年からトロントの美術学校の夜間コースでgeneral supervisorに任じられた。
1880年に創設された王立カナダ美術アカデミーの創設メンバーになった。1884年にボストンに移り、雑誌「Century Illustrated Magazine」の挿絵を描いた。1886年にはカナダ太平洋鉄道の社主の依頼でロッキー山脈を旅し、風景を描いた。1888年にはイギリスに渡り、スコットランドやケントを旅した。1989年からはニューヨークで活動し、アメリカ芸術家協会(Society of American Artists)やニューヨーク水彩画クラブ(New York Water Color Club)、ナショナル・アカデミー・オブ・デザインの展覧会に出展した。
ニューヨークで亡くなった。

## 作品

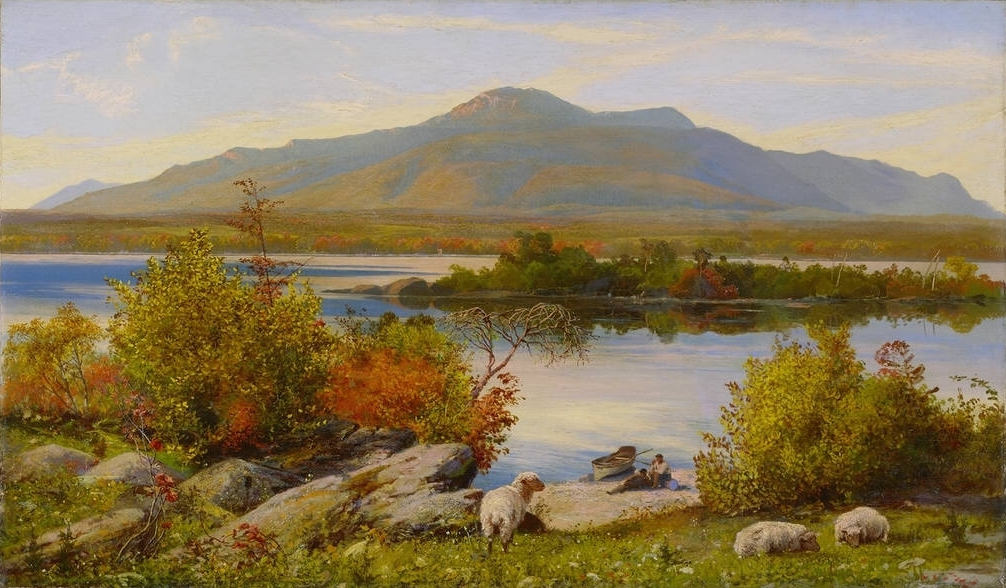
"September Afternoon, Eastern Townships" (1873)
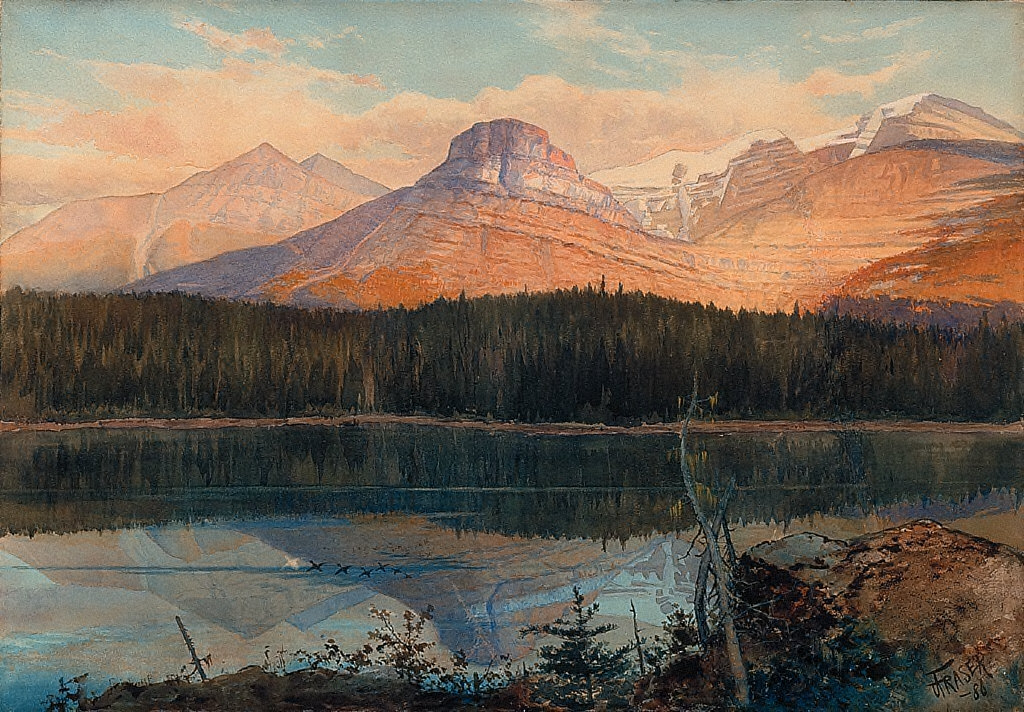
"Summit Lake near Lenchoile, Bow River, Canadian Pacific Railway"(1886)
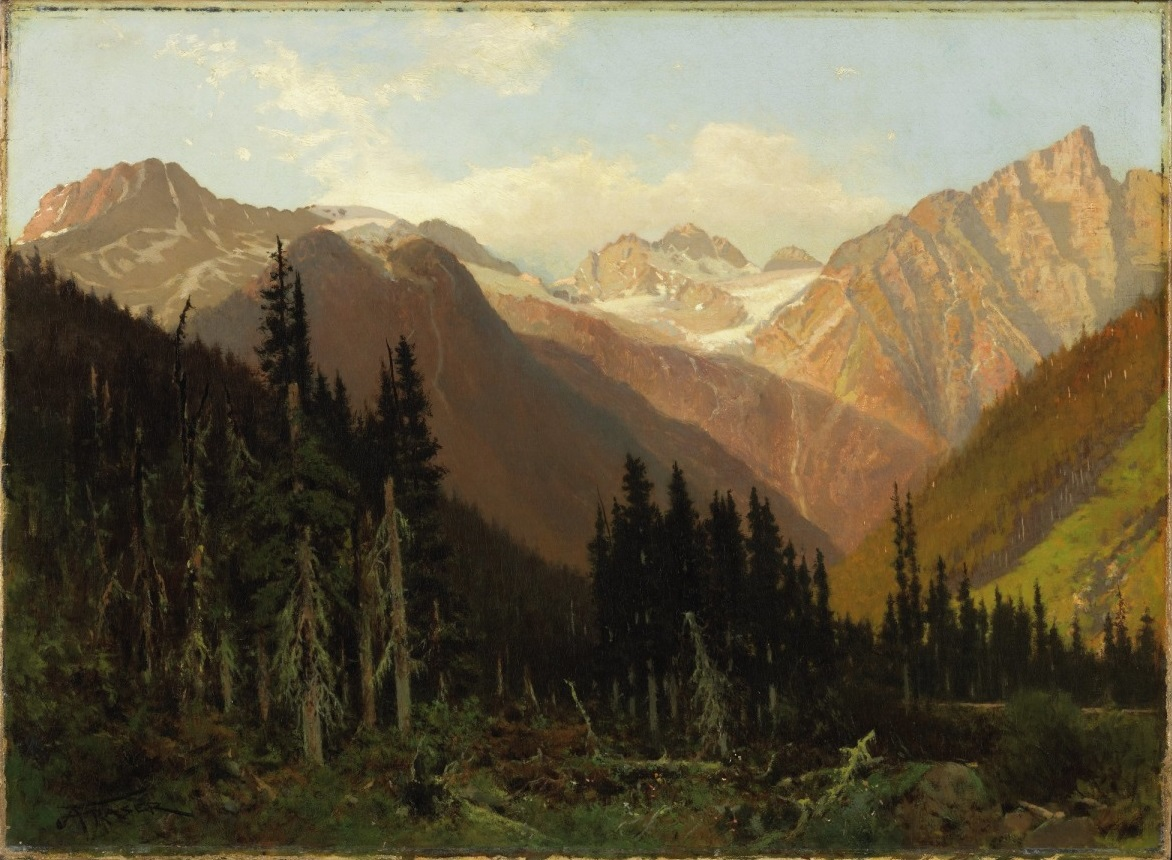
"At the Rogers Pass, Summit of the Selkirk Range, B.C."(1886)